# Santia dimorpha
Santia dimorpha är en kräftdjursart som först beskrevs av Menzies1962.  Santia dimorpha ingår i släktet Santia och familjen Santiidae. Inga underarter finns listade i Catalogue of Life.